# Plov
Plov ali aş (tudi ash, polao, pilau, pulao) je azijska jed, sestavljena iz riža ali zdroba, ki je popečen na olju in nato kuhan v mesni juhi. Odvisno od letnega časa in področja, ga kuhajo z različnimi vrstami mesa in zelenjave, oreškov.
Plov je nacionalna jed več srednjevzhodnih držav. Znan je na primer kot kralj lokalne gastronomije v Azerbajdžanu. Jed pripravljajo, da pokažejo spoštovanje gostom in za posebne priložnosti kot so razna slavja, poroke in slavje ob koncu Ramadana... Vstop plova je uradni začetek obreda s spremljevalno glasbo, baklami in vzklikom: Eziz Qonaqlar, Meclisimize Ash Gelir! Dragi gosti, plov odpira naš obred. Kuhajo ga na razne načine odvisno od področja in letnega časa. V zimskem času je plov sestavljen iz kostanja ali orehov ter mesa. Plov ima hrustljavo spodnjo plast ‘quzmaq’, ki je narejena iz jajc, masla, moke in jogurta. Ima vsaj 40 različnih načinov priprave, v osnovi pa ločijo plov glede na glavno sestavino: Kourma plov (ovčetina), Sobza kourma plov (ovčetina z zelenjavo), Toyug plov (piščanec), Shirin plov (suho sadje), Syudli plov (z rižem kuhanim v mleku), Juja plov (z ocvrtim piščancem in suhim sadjem), Sheshryanch plov (“6-barvni plov”, kuhana jajca na ocvrti zelenjavi in z belo čebulo). Azerbajdžanski plov največkrat vsebuje 3 komponente: topel, vendar ne vroč riž, gara-ocvrto meso, suho sadje, jajca ali ribo za dodatek k rižu in aromatične začimbe.